# Liste des pièces de collection irlandaises en euro

Pièce de 5 euro (cupro-nickel)

Une pièce de collection irlandaise en euro est une pièce de monnaie libellée en euro et émise par l'Irlande mais qui n'est pas destinée à circuler.  Elle est principalement destinée aux collectionneurs.
Les monnaies d'Irlande sont frappées par la Central Bank and Financial Services Authority of Ireland.
- pièces de 5 euros en cupro-nickel - poids : 14,19 g - diamètre : 28,40 mm.
- pièces de 5 euros en argent - titre 0.925 - poids : 8,52 g -diamètre : 28,00 mm.
- pièces de 10 euros en argent - titre 0.925 - poids : 28,28 g - diamètre : 38,61 mm.
- pièces de 15 euros en argent - titre 0.925 - poids : 24,00 g - diamètre : 37 mm.
- pièces de 20 euros en or - titre 0.999 - poids : 1,244 g - diamètre : 13,92 mm.
- pièces de 100 euros en or - titre 0.999 - poids : 15,55 g - diamètre : 28,00 mm.

## Pièces de 5 euros (cupro-nickel)
- 2003 - Jeux Olympiques mondiaux spéciaux handicapés mentaux - Été 2003 à Dublin.

## Pièces de 5 euros (argent)
- 2008 - Année polaire internationale (Ernest Shaekleton et Tom Crean, explorateurs irlandais), par le créateur Tom Ryan.

## Pièces de 10 euros
- 2003 - Jeux Olympiques mondiaux spéciaux handicapés mentaux - Été 2003 à Dublin.
- 2004 - extension de l'Union européenne, par les créateurs Emmet Mullins et Paul Regan.
- 2005 - bicentenaire de la naissance de Sir William Rowan Hamilton, mathématicien irlandais, par le créateur Michael Guilfoyle.
- 2006 - centième anniversaire de la naissance de Samuel Beckett (1906- 1989), par le créateur Emmet Mullins.
- 2007 - culture celtique, par la créatrice Mary Gregory.
- 2008 - les îles Skelling Michael, par le créateur Michael Guyfoyle.
- 2009 - 80e anniversaire des billets de banque type Ploughman (laboureur), par le créateur Emmet Mullins.
- 2010 - 25e anniversaire de la GAISCE, par le créateur Michael Guyfoyle.
- 2011 - Explorateurs Européens Saint Brendan le navigateur, par Michael Guyfoyle.
- 2012 - 90e anniversaire de la mort de Michael Collins.
- 2012 - Jack Butler Yeats.
- 2013 - John Fitzgerald Kennedy.
- 2013 - James Joyce.
- 2014 - 130e anniversaire de la naissance de John McCormack.
- 2015 - 70e anniversaire de la fin de la seconde guerre mondiale.
- 2016 - Eileen Gray.
- 2017 - Le pont Ha'penny Bridge.
- 2020 - Cathédrale Christ Church.

## Pièces de 15 euros
- 2007 - Ivan Meštrović (1883-1962), par le créateur Damir Matausic et "La Fille à la Harpe" de I.Mestrovic.
- 2009 - 125e anniversaire de l'association athlétique Galéique (GAA).
- 2010 - Le cheval (motif des anciennes pièces irlandaises de 20 pence), du créateur Emmet Mullins (d'après Percy Melcalfe).
- 2011 - Le saumon.
- 2012 - Le chien de chasse.
- 2013 - 100e anniversaire de la grève générale de Dublin.
- 2014 - 100e anniversaire du décès de John Philip Holland.
- 2015 - 150e anniversaire de la naissance du poète William Butler Yeats.
- 2015 - 20e anniversaire du décès d'Ernest Walton.
- 2016 - 100e anniversaire de la proclamation de la république d'Irlande.
- 2017 - 120e anniversaire de l'invention de la turbine à vapeur inventée par Charles Parsons.
- 2017 - Les Voyages de Gulliver.
- 2018 - Bram Stoker.
- 2018 - 70e anniversaire de la naissance de Rory Gallagher.
- 2018 - 100e anniversaire de l'obtention du droit de vote aux femmes.
- 2019 - 70e anniversaire de la naissance du chanteur Phil Lynott .
- 2019 - 100 ans de l'aviation.

## Pièces de 20 euros
- 2006 - centième anniversaire de la naissance de Samuel Beckett (1906-1989).
- 2007 - culture celtique, par la crétrice Mary Gregory.
- 2008 - Iles Skellig, par le créateur Michael Guyfoyle.
- 2009 - 80e anniversaire des billets de banque type Ploughman, par le créateur Emmet Mullins.
- 2010 - 25e anniversaire de la GAISCE, par le créateur Michael Guyfoyle.
- 2014 - 1000e anniversaire de la bataille de Clontarf.

## Pièces de 50 euros
- 2016 - 100e anniversaire de la proclamation de la république d'Irlande.

## Pièces de 100 euros
- 2008 - Année polaire internationale (Ernest Shaekleton et Tom Crean, explorateurs irlandais), par le designer Tom Ryan.
- 2019 - 100e anniversaire de la première élection de l'assemblée nationale irlandaise.